# 栗戦書
栗 戦書（りつ せんしょ、英語: Li Zhanshu、リー・チャンシュー、1950年8月30日 - ）は、中華人民共和国の政治家。習近平政権で第10代全国人民代表大会常務委員長を務めた。党内序列は習近平党総書記（最高指導者の役職）・李克強国務院総理（首相の役職）に次ぐ第3位が最高であった。

## 経歴
河北省平山県生まれ。河北師範大学夜間大学政教系を卒業、中国共産党中央党校党建理論養成班、同通信講座学院経済専攻、中国社会科学院在職大学院金融貿易系商業経済専攻在職大学院生課程班、ハルビン工業大学高級管理人員工商管理専攻にて学習し、高級工商管理修士の学位を保持している。
1971年から翌年にかけて河北省石家荘地区財貨学校物価専攻で学び、1972年に同地区商業局弁公室に勤務し幹事や副主任を務める。1975年4月に中国共産党に入党、1976年に同地区党委員会弁公室資料科に移り、幹事と科長を歴任する。1983年から1985年にかけて河北省無極県党委書記代理、書記を務める。この時期に隣接する正定県の書記を務めた習近平と親交を深め、当時の上司と関係がうまくいかなかった習に対して、栗が相談にのったこともあったという。1985年、石家荘地区に戻り、党委副書記・行政公署専員を務める。1986年、中国共産主義青年団河北省委員会書記に就任。1990年、河北省承徳地区党委副書記・行政公署専員となる。1993年、河北省党委常務委員・秘書長に昇進。1997年、河北省党委常務委員・農村工作領導小組副組長となる。
1998年に陝西省党委員会に移り、常務委員・農村工作領導小組副組長・弁公室主任を務める。2000年、陝西省党委常務委員・組織部長となる。2002年1月、陝西省党委常務委員兼西安市党委書記となり、4月には西安市人民代表大会常務委員会主任も兼務する。5月、陝西省党委副書記に昇格（西安市党委書記兼人代常務委員会主任の兼職はそのまま。）。同年11月に第16回党大会で中央候補委員に選出された。
2003年12月、黒竜江省党委副書記に転出。翌年9月、黒竜江省政府党組副書記を兼務。さらに10月には黒竜江省副省長を兼任する。2007年10月、第17回党大会で中央候補委員に再選された栗は、同年12月25日、黒龍江省省長代理となり、翌年1月27日、第11期黒龍江省人代第1回会議で正式に省長に選出される。
2010年8月、貴州省党委書記に転出。9月には同省人代常務委員会主任を兼務する。2012年7月18日、党中央の決定により、貴州省党委書記を解任されて党中央弁公庁に移る。当時の最高指導者であった胡錦濤党総書記と同じ中国共産主義青年団出身で、胡錦濤総書記の信頼が厚いとされる栗が中央弁公庁に転出したことについては、次期最高指導者に内定している習近平政治局常務委員が派閥を超えて指名したとの説がある。栗は同庁で常務副主任を務めた後、同年9月1日、主任に昇格した。翌月23日には中央直属機関工作委員会書記を兼任する。
同年の第18回党大会で11月14日には中央委員に、11月15日には中央政治局委員、中央書記処書記に選出される。

同年12月、党中央保密委員会主任を栗戦書中央弁公庁主任が兼任していることが公になった

2014年3月、党国家安全委員会弁公室が党中央弁公庁内に新たに設置され、栗戦書主任が弁公室主任を兼ねることが明らかになった。

2017年10月25日の第十九次中央委員会第一次全体会議（第19期1中全会）で政治局常務委員に選出された。
2018年3月、全国人民代表大会で第10代全人代常務委員長に選ばれた。
2018年9月9日に北朝鮮の平壌で行われた朝鮮民主主義人民共和国建国70周年記念行事に出席し、従来の大陸間弾道ロケット(ICBM)の披露の代わりに経済建設が強調された北朝鮮の軍事パレードを閲兵し、隣の朝鮮労働党の金正恩委員長と手を取り合って歓声に応え、会談で栗戦書氏は習近平総書記の親書を渡して非核化と経済重視の新戦略路線を評価し、金委員長も中国の経験に倣って経済発展を推し進めると応じた。また、5年ぶりに行われ、中国語の表記など中朝友好の演出が盛り込まれたマスゲームも李雪主夫人を伴った金正恩と夜に観覧した。
2020年8月12日、ニューヨーク・タイムズは栗戦書氏の娘の栗潜心（38歳）が、パートナーと思われる35歳のシンガポールの豪商チュア・ファ・ポーと共に、数億香港ドルを上回る巨額の富を香港に築いていることを報じた。栗潜心は、30歳に過ぎない2013年に税金避難地で有名なイギリス領ヴァージン諸島において成立させた会社の名義を使い、約1500万アメリカ合衆国ドルの値段で香港の赤柱に高級住宅を購入していた。
2022年10月23日の第二十次中央委員会第一次全体会議（第20期1中全会）にて政治局常務委員から外れ引退。

## 家族
大叔父：栗再温－中央直属機関工作委員会副主任、中華全国総工会書記処書記、山東省副省長、山東省委員会書記処書記など歴任したが文革中に迫害死、のちに名誉回復。

父親、父親の兄弟なども共産党関係者の典型的な「紅色家庭」。

## 人物
- 名前は共産党員の父が国民党との内戦で戦死した弟を思い、戦地からの手紙を意味する「戦地家書」から名付けられた[22]。
- 祖父が省部級を務めている高級幹部であるので紅後代（紅三代）にあたる[23]。
- 出自・経歴、要職への抜擢から、陝西幇に数えられ、かつ陝軍の代表的人物とされる。
- 河北省で共青団書記の経歴もあり、胡錦濤総書記が評価し省書記に昇任させたことから団派とされることが多いが、共青団中央書記処の書記や副書記などを務めたこともなく、李克強・李源潮・劉延東らとは色合いを異にする。
- 習近平が20歳代で河北省のある県で昇格した書記としての活動の際（1983-85年頃）、頼りにしたのが隣県の書記である栗戦書だったという[24]。よく酒を飲んだとも、当時の上司である党省書記の高揚との関係がうまくいない習近平からの相談を受けていたともいう[2]。
- 河北省・陝西省・黒竜江省・貴州省と地方ばかり30数年渡り歩き実績を積んで来た中央政界とは縁がない官員であった。
- 抜擢時の年齢62歳では省書記であるとあと数年で引退目前という時期である。
- 2011年5月8日から4日間、習近平が政治局常務委員、中央書記局書記として貴州省視察に訪れた。栗戦書は省書記として全行程に同行し、習近平と並んで別の「長談」(長話)をしたと伝えられる[25]。そしておよそ1年後の7月に弁公庁副主任に抜擢される。「長談」には、転じた意味があり、それは「先行きの相談」だ。
- 中央政界では無名だったため、2012年7月の弁公庁副主任への抜擢、9月の令計画主任失脚による襲継は驚きを以って周囲に受け止められ、第18期中央委員会全体会議における政治局委員および中央書記処書記への選出・任命の一連の流れも含め「黒馬」（ダークホース）と評された。
- 黒竜江省省長選出時の演説において「三不」(三ない)という自らがずっと想ってきた「人としての規範」を表明した。つまり、「苛めない、狡くない、怠けない」である[25]。
- 2009年の省長在任当時、張徳江政治局委員・副総理が派遣された国家的産業事故であった黒竜江省鶴崗市の炭鉱ガス爆発事故[26]が発生している。事故の検討会議の席上で、「私には重要な指導責任がある」と述べ、事故の責任を認めたが、結果、彼に対しての処罰などはなかった[25]。
- 正規の学歴はないが独学で、詩の創作を数十年続けておりその数、数百首にのぼるという[25]。
- ボクシングはできないがボクシング観戦が好きで、また京劇の一節も唄えないが聴くのは好きとのこと[25]。
- 自己の性格を分析して両面性があるとし、ある時は豪放だと思えるがまたある時は意気地が無いとする[25]。

## 役職
- 第19期中国共産党中央政治局常務委員会委員
- 第18期・第19期中国共産党中央政治局委員
- 党中央国家安全委員会（中国語版）副主席
- 党中央保密委員会（中国語版）主任
- 元中国共産党中央弁公庁主任
- 党中央国家安全委員会（中国語版）弁公室主任
- 第16・17期中央候補委員
- 第18期・第19期中央委員